# Anchiale
Anchiale is een geslacht van Phasmatodea uit de familie Phasmatidae. De wetenschappelijke naam van dit geslacht is voor het eerst geldig gepubliceerd in 1875 door Carl Stål.

## Soorten
Het geslacht Anchiale omvat de volgende soorten:
- Anchiale austrotessulata Brock & Hasenpusch, 2007
- Anchiale briareus (Gray, 1834)
- Anchiale buruense Hennemann, Conle & Suzuki, 2015
- Anchiale caesarea (Redtenbacher, 1908)
- Anchiale confusa Sharp, 1898
- Anchiale grayi (Montrouzier, 1855)
- Anchiale insularis Kirby, 1904
- Anchiale longipennis (Montrouzier, 1855)
- Anchiale maculata (Olivier, 1792)
- Anchiale marmorata (Redtenbacher, 1908)
- Anchiale modesta Redtenbacher, 1908
- Anchiale reticulata (Palisot de Beauvois, 1805)
- Anchiale simplex Redtenbacher, 1908
- Anchiale spinicollis (Gray, 1833)
- Anchiale stolli Sharp, 1898
- Anchiale tessulata (Goeze, 1778)